# 海纳螈属
海納螈（Hynerpeton），意為「海納（Hyner）的爬行动物」，是一種原始的食肉四足生物，生活在距今約3億6千萬年前的泥盆紀水岸地區。雖然稱為螈，但海納螈並不是兩棲類動物。泥盆紀晚期演化出大型植物森林，豐富的氧氣被排放到大氣之中；由於海納螈有構造複雜的肺臟，使得海納螈在陸地環境棲息有很大的優勢。海納螈的肺很可能與現代陸棲脊椎動物相當類似，由許多肺泡組成，可加強換氣效率。目前海納螈的化石只有不完整的碎塊出土，包括兩塊肩胛骨、兩塊下顎、兩塊頰骨以及數塊腹膜肋；肩胛骨的構造顯示海納螈是泥盆紀最早出現的四足動物先驅之一。化石大多發現於美國賓夕法尼亞州紅山市（Red hill）的海納。
這些古老的水岸兩棲生物被認為是自肉鰭魚綱生物所演化而來；鰭演化成肉狀四肢，而鰾演化為肺；然而目前沒有足夠的化石證據可以確認海納螈是否是其後所有陸上脊椎動物的共同祖先。

## 相關影片
BBC於2005年發行的系列紀錄片的第一集中介紹了海納螈，但該節目將海納螈的演化來源錯植為頭甲魚。節目中的海納螈會大聲咆哮，但目前並不清楚四足總綱的生物是否有這樣的發聲能力；此外，节目中出现的海纳螈身体光滑，富有粘液，节目解释为更方便在陆地上呼吸，然而海纳螈并不属于滑体亚纲，身体覆盖有坚硬的鱼鳞，同时四肢也不足以支撑他们像节目中那样求偶。

## 外部連結
- 维基共享资源上的相關多媒體資源：海纳螈属
- 維基物種上的相關：海纳螈属
- 泥盆紀時代（Devonian Times）：海納螈簡介 （页面存档备份，存于）
- 泥盆紀時代：红山古生物名錄 （页面存档备份，存于）
- 泥盆紀時代：红山古生物名錄之海納螈篇（帶化石照片的文獻） （页面存档备份，存于）
- 美國《芝加哥論壇報》對海納螈的報道（1994年7月29日） （页面存档备份，存于）
- 英國《新科學人》雜誌對海納螈的報道（1994年8月6日） （页面存档备份，存于）